# Riksdagsvalget i Sverige 1968
Riksdagsvalget i Sverige 1968 var valget til den Sveriges Rigsdags Andra kammaren, valget blev afholdt den 15. september 1968.

## Valgresultat
| Parti                               | Parti                               | Partiledere                         | Stemmer             | Stemmer | Stemmer | Mandatfordeling | Mandatfordeling |
| Parti                               | Parti                               | Partiledere                         | Antal               | %       | +− %    | Antal           | +−              |
| ----------------------------------- | ----------------------------------- | ----------------------------------- | ------------------- | ------- | ------- | --------------- | --------------- |
|                                     | Socialdemokraterna                  | Tage Erlander                       | 2 420 277           | 50,1    | +2,8    | 125             | +12             |
|                                     | Centerpartiet                       | Gunnar Hedlund                      | 757 215             | 15,7    | +2,5    | 37              | +4              |
|                                     | Folkpartiet                         | Sven Wedén                          | 688 456             | 14,3    | −2,7    | 32              | −10             |
|                                     | Högerpartiet                        | Yngve Holmberg                      | 621 031             | 12,9    | −0,8    | 29              | −3              |
|                                     | Vänsterpartiet kommunisterna        | C.-H. Hermansson                    | 145 172             | 3,0     | −2,2    | 3               | −5              |
|                                     | Samling 68                          | —                                   | 82 082              | 1,7     | +0,2    | 4               | +1              |
|                                     | Kristen demokratisk samling         | Birger Ekstedt                      | 72 377              | 1,5     | −0,3    | —               | —               |
|                                     | Mellanpartierna                     | —                                   | 41 307              | 0,9     | +0,6    | 3               | +1              |
|                                     | Øvrige partier                      | —                                   | 1 462               | 0,0     | —       | —               | —               |
| Antal gyldige stemmer               | Antal gyldige stemmer               | Antal gyldige stemmer               | 4 829 296           | 100,00  |         | 233             |                 |
| Ugyldige stemmer                    | Ugyldige stemmer                    | Ugyldige stemmer                    | ?                   |         |         |                 |                 |
| Totalt (heraf poststemmer: 278 743) | Totalt (heraf poststemmer: 278 743) | Totalt (heraf poststemmer: 278 743) | 4 861 901 (89,48 %) |         |         |                 |                 |

Af de riksdagsmænd som fik mandat gennem valsamverkanslisterne Samling 68 og Mellanpartierna var tre højremænd, to folkepartiet, og to fra centerpartiet.
Socialdemokraterna fik ved valget sit højeste valgresultat (50,1 procent) siden andrakammarvalget 1940 da partiet fik 53,8 procent. Den borgerliga blocket (FP, C och H, samt valsamverkanslistorna) fik tilsammen 45 procent.
Antallet af stemmeberettigede lå på 5.433.412 personer.
Kilde: SCB Riksdagsmannavalen 1965-1968